# Sergio Ortega
Sergio Ortega Alvarado (* 2. Februar 1938 in Antofagasta, Chile; † 15. September 2003 in Paris, Frankreich) war ein chilenischer Komponist und Pianist.

## Leben und Wirken
Sergio Ortega wurde in Antofagasta in Chile geboren. Im Nationalen Konservatorium der Universidad de Chile studierte er bei Gustavo Becerra Schmidt Komposition. Nach seinem Abschluss arbeitete er im Institute of Musical Extension und für sechs Jahre auch als Tontechniker im Teatro Antonio Varas, dem experimentellen Theater der Universität.
Ortega lässt sich zur linken Bewegung Chiles rechnen. So komponierte er zum Beispiel Präsident Salvador Allendes Wahlkampflied Venceremos („Wir werden siegen“) und schrieb die weltweit bekannte Widerstands-Hymne El pueblo unido jamás será vencido („Das vereinigte Volk wird nie besiegt werden“). Außerdem verfasste er die Hymnen der Partido Radical (Radikale Partei), der Juventudes Comunistas (Kommunistische Jugend) und der Central Unica de Trabajadores. Schließlich verwandelte er Salvador Allendes politisches Programm in der Textfassung von Julio Rojas in ein Lied mit dem Titel Canto al Programa.
Er schrieb einige der zentralen Werke der Bewegung Nueva Canción Chilena (Neue Chilenische Lieder), einer Verbindung verschiedener Rhythmen und Stilrichtungen mit einem starken sozialen Hintergrund. Sein Werk umfasst Gedichte, Kantaten, Opern, Lieder und Soundtracks. Zu seinen bekanntesten Werken gehören die Lieder El monte y el rio („Der Berg und der Fluss“) mit einem Text von Nicolás Guillén und Les deux mere („Die zwei Meere“) sowie eine Trilogie über die Französische Revolution.
Ortega schrieb eine große Zahl von Liedern für das Theater. Eines seiner letzten Werke war eine Oper zu dem epischen Gedicht Fulgor y muerte de Joaquín Murieta („Glanz und Tod des Joaquín Murieta“) seines Freundes Pablo Neruda. Zusammen mit Gustavo Becerra arbeitete er an einer Vertonung von Nerudas Canto General, die 1970 von der chilenischen Band Aparcoa uraufgeführt wurde. 1978 schrieb Ortega eine Kantate zu Nerudas Bernardo O'Higgins Riquelme, 1810. Poema sonoro para el padre de mi patria („Hommage an den Vater meines Landes“) für den Befreier Chiles. Ortega arbeitete zusammen mit seinem ältesten Sohn Chanaral Ortega an einer Opernversion von Pedro Páramo, einem Roman des mexikanischen Autors Juan Rulfo.
1969 wurde Ortega Professor für Komposition am Konservatorium. Ein Jahr später, 1970, übernahm er die Leitung der Fernsehstation der Universität, die er bis 1973 fortführte. Nach dem Putsch in Chile 1973 floh er nach Frankreich, wo er bis zu seinem Tod lebte. 1977 besuchte Ortega die UdSSR, nahm am Festival „Rote Nelke“ teil. 1983 wurde ihm die Einreise nach Chile wieder erlaubt, wovon er mehrere Male Gebrauch machte.
Während seines Exils leitete Ortega die Ecole Nationale de Musique in Pantin in Frankreich.
An seinen Studien und Meisterkursen nahmen Gustavo Baez, Mirtru Escalona-Mijares, Christine Groult, Adolfo Kaplan, Sergey Kutanin, Arthur Lavilla, Clem Mounkala, Chanaral Ortega-Miranda, Martin Pavlovsky, Claire-Melanie Sinnhuber und andere teil.
Er starb im Alter von 65 Jahren am 15. September 2003 in Paris an Pankreaskrebs, vier Tage nach dem 30. Jahrestag des Putsches. Sein Grab befindet sich in Chile.
| Personendaten    | Personendaten                      |
| ---------------- | ---------------------------------- |
| NAME             | Ortega, Sergio                     |
| KURZBESCHREIBUNG | chilenischer Komponist und Pianist |
| GEBURTSDATUM     | 2. Februar 1938                    |
| GEBURTSORT       | Antofagasta, Chile                 |
| STERBEDATUM      | 15. September 2003                 |
| STERBEORT        | Paris, Frankreich                  |